# Magicabula
Magicabula è il secondo album dei Pensione Libano, pubblicato nel 2001 dalla Tube Records.

## Tracce
1. No
2. Il mago
3. Maionese
4. Bidibibula
5. Ci sei solo tu
6. La strega (siamo controllati)
7. Gionni
8. P.S.
9. Facile e inutile
10. Mutazione
11. Che cazzo me ne frega
12. Qualcosa c'è
13. Estate più bella
14. Telecomandato